# هزار مایل
هزار مایل (به انگلیسی: ۱۰۰۰ Miglia) در سبک ماشین رانی، توسط شرکت Simulmondo تولید و منتشر گردید.

## گیم‌پلی

تصویر بازی

این بازی بر اساس مسابقات ماشین رانی اتومبیل‌های دهه ۱۹۲۰ و ۱۹۳۰ میلادی طراحی گردیده و بازیباز در نقش راننده یکی از این اتومبیل‌ها، باید مسافت هزار مایل را در سراسر خاک ایتالیا طی نموده و در مدت زمان محدودی مسافت معینی را بپیماید. در ابتدای بازی بازیباز حق انتخاب راننده و کمک راننده را دارد و هر کدام از شخصیت‌های موجود در بازی دارای ویژگی‌هایی مانند: مهارت، قدرت و تخصص در امور مکانیکی هستند که بازیباز می‌تواند از میان شخصیت‌ها، دو نفر را به عنوان راننده و کمک راننده انتخاب نماید. این بازی شما را در شرایط آب و هوایی صاف، بارانی، برفی یا مه آلود قرار می‌دهد. گاهی ماشین شما در اثر صدمه دیدگی مجبور به توقف و تعمیر می‌شود که در این صورت مدت زمانی را از دست می‌دهید.

## سازندگان بازی
- طراح : فرانچسکو کارلا
- برنامه‌نویس : پیِترو پینو [۲]
- گرافیک : ایوان وِنتوری [۳]
- موزیک : استفانو پالموناری [۴]

## سیستم‌ها
این بازی در سال ۱۹۹۲ به صورت همزمان توسط شرکت Simulmondo بر روی رایانه‌های خانگی آمیگا، کمودور ۶۴ و داس منتشر گردید.

## معادل انگلیسی
1. ↑  Francesco Carlà
2. ↑  Pietro Pino
3. ↑  Ivan Venturi
4. ↑  Stefano Palmonari